# Franz Schriewer
Franz Wilhelm Heinrich Schriewer (* 11. Mai 1893 in Rendsburg; † 10. Mai 1966 in Flensburg) war ein deutscher Bibliothekar und Leiter der Grenzakademie Sankelmark.

## Kindheit, Jugend und Ausbildung
Franz Schriewer war ein Sohn des Rendsburger Tischlermeisters Carl Heinrich Franz Schriewer (* 29. Juni 1865 in Bredenfelde; † 14. März 1949 in Rendsburg) und dessen Ehefrau Charlotte Maria Johanna, geborene Dunker (* 26. Januar 1862 in Sprenge; † 10. März 1942). Der Großvater mütterlicherseits namens Johann Friedrich Dunker (1823–1870) arbeitete als Bauknecht in Stampe.
Schriewer wuchs in einer kleinen und engen Tischlerei in Rendsburg auf, in der er handwerkliche Fähigkeiten erlernte. Diese Zeit prägte seinen späteren Lebenslauf. Von 1899 bis 1906 lernte er an einer Volksschule. Mit dringender Empfehlung seiner Lehrer wechselte er an ein Gymnasium in Rendsburg, das er 1913 mit dem Abitur verließ. Im selben Jahr nahm er ein Studium der Germanistik und Kunstgeschichte an Universitäten in Kiel und Berlin auf. Von August 1914 bis Dezember 1918 leistete er Kriegsdienst. Er beendete die Zeit bei der Armee als Leutnant der Reserve und dem Eisernen Kreuz 1. Klasse. Anschließend setzte er das Studium fort.
Im Mai 1921 folgte Schriewers Promotion zum Doktor der Philosophie. Dabei schrieb er über „Klaus Groth und das malerische Sehen“. Sein Studienfreund Wilhelm Schuster, den er in Kiel kennengelernt hatte, empfahl ihm, als Bibliothekar zu arbeiten. Von Januar bis August 1921 verhalf Schuster seinem früheren Kommilitonen zu einer Stelle als wissenschaftlichem Hilfsarbeiter bei der Stadtbücherei Stettin unter der Leitung von Erwin Ackerknecht. Dieser führte einen harten Streit mit dem Leipziger Bibliothekar Walter Hofmann (1879–1952) um die Ausrichtung der Bibliothekare.

## Wirken in Flensburg
Im Juni 1921 vergab der „Wohlfahrts- und Schulverein für Norddeutschland“ unter der Leitung des Landrats Anton Wallroth den Posten des Leiters der „Zentrale für Nordmarkbüchereien“. Mit der von der preußischen Regierung finanzierten Stelle sollte in Flensburg in der zweiten Abstimmungszone ein Büchereiwesen entstehen. Die verfeindeten Bibliothekare Ackerknecht und Hofmann reichten hierzu Gutachten ein. Schriewer erhielt diese Stelle trotz einer anderweitigen Empfehlung des preußischen Ministeriums für Wissenschaft, Kunst und Volksbildung. Von September 1921 bis Dezember 1933 war er hier als Bibliothekar und Leiter der Büchereizentrale tätig. Im April 1924 wurde er darüber hinaus von der Stadt verbeamtet und als Stadtbibliothekar beschäftigt.
Schriewer übernahm bei seiner Arbeit Anregungen, die er vom Büchereiwesen Dänemarks bekommen hatte. In den Grenzkreisen Flensburg-Land und Südtondern ließ er Stadtbüchereien einrichten. Die Leitung der Dorfbüchereien übernahmen nebenamtlich Lehrer. Hinzu kamen in den großen Städten Hauptbüchereien mit hauptamtlichen Kräften und eine Zentralbücherei. Der „Wohlfahrts- und Schulverein“ schloss 1926/27 privatrechtliche Verträge, die bis heute als beispielhaft gelten. Gemäß diesen Vereinbarungen übernahmen Gemeinde, Kreis und Zentrale jeweils ein Drittel der laufenden Aufwendungen und garantierten, keine Gebühren zu erheben. Die fachlich Leitung wurde auf die Büchereizentrale übertragen. Schriewer kümmerte sich dabei selbst um alle Details von Bauausführungen und Ausstattung. Die Büchereizentrale konnte 1930 im Bibliotheksflügel des neuen Deutschen Hauses eröffnet werden.

## Zeit des Nationalsozialismus
Nach der Machtergreifung belegte die Stadt Flensburg Schriewer mit einem Berufsverbot. Er wurde politisch denunziert und ehrverletzend beschuldigt. Trotzdem konnte er im Januar 1934 eine neue Tätigkeit als Stadtbibliothekar von Frankfurt (Oder) beginnen. Hier organisierte er in kurzer Zeit die Stadtbücherei neu und orientierte sich dabei an seiner Vorgehensweise in Schleswig. Im Regierungsbezirk Frankfurt (Oder) richtete er Büchereien in Dörfern, Kleinstädten und Schulen. Das Reichsministerium für Wissenschaft, Erziehung und Volksbildung erachtete das System als vorbildlich und führte es allgemein ein.
Schriewer, der nie in die NSDAP eingetreten war, wurde vom Dienst in Frankfurt (Oder) beurlaubt und an die Reichsstelle für das Volksbüchereiwesen berufen. Unter Referatsleiter Heinz Dähnhardt arbeitete er im Referat für Erwachsenenbildung und Volksbüchereiwesen. Er hob dabei hervor, dass die Bibliothekare Volkserzieher seien und der Staat die Volksbüchereien stärker führen solle. Volksbüchereien seien nicht länger eine liberale Einrichtung, sondern sollten den Schwerpunkt darauf legen, zum Schrifttum der Nation hin- und durch dieses selbst zu führen.
Schriewer konnte das öffentliche Büchereiwesen organisatorisch verbessern und Zensurmaßnahmen mehrerer Staatsorgane abmildern. Die Büchereien seines Verantwortungsbereichs förderten trotzdem die Propaganda der Nationalsozialisten, die damit ihre Position festigen konnten. 1937 ging Schriewer auf eigenen Wunsch zurück auf seine vorherige Position nach Frankfurt (Oder). Ab 1939 leistete er gleichzeitig Militärdienst. Er erweiterte die städtischen Büchereien um wissenschaftliche Werke und konnte sein Vorhaben vor Kriegsende abschließen.

## Rückkehr nach Flensburg
Bei Ende des Zweiten Weltkriegs befand sich Schriewer in Kriegsgefangenschaft. Im August kam er zurück nach Flensburg. Die Leitung der Stadtbücherei hatte sein Nachfolger Hans Peter Johannsen inne, der sich jedoch in Nordschleswig befand und nicht erreichbar war. So übernahm Schriewer die kommissarische Leitung der Einrichtung und der Zentrale des deutschen Büchereiwesens. In den Zuständigkeitsbereich der Zentrale fielen die Kreise Schleswig, Husum, Südtondern und ab 1949 auch Eckernförde. Schriewer hielt zahlreiche literaturwissenschaftliche Vorträge, mit denen er in der Nachkriegszeit zu einem geistigen Wandel beitragen wollte. 1947 gründete er die Deutsche Kulturgesellschaft Flensburg mit. Er engagierte sich für die Neuzulassung des „Wohlfahrts- und Schulvereins“, der im September 1946 seine Arbeit als Verein für Erwachsenenbildung und Büchereiwesen aufnahm. Schriewer gehörte bis 1958 dessen Vorstand unter der Leitung von Friedrich Wilhelm Lübke an.
1947 trennte sich Schriewer als Beamter und Bibliothekar des Landes Schleswig-Holstein von der Führung der Flensburger Stadtbücherei. 1952 wurde er zum Oberbibliotheksrat, vier Jahre später zum Bibliotheksdirektor ernannt. Er erweiterte die „Büchereilandschaft Schleswig“, die von Einrichtungen von kleinen Schulbüchereien bis hin zu einer Zentralbücherei bot. Diese integrierte Organisation von öffentlichen Büchereien ermöglichte einen vollständigen Leihverkehr, bot eine zentralisierte Verwaltung, die sich nach Schriewers Geisteshaltung ausrichtete.
Schriewers Dienstzeit endete im Februar 1959. Er galt zu diesem Zeitpunkt als renommierter und wichtiger Organisator des Volksbüchereiwesens in Deutschland, der das am besten gestaltete ländliche Büchereisystem des Landes geschaffen hatte. Die Universität Kiel verlieh ihm für seine Verdienste 1953 die Universitätsmedaille. 1959 erhielt er das Großkreuz des Verdienstordens der Bundesrepublik Deutschland.

## Familie
Schriewer war seit der Heirat am 29. Oktober 1921 in Rendsburg vermählt mit Anna Elisabeth Lilli Dahl (* 15. September 1892 in Kastel; † 12. April 1973 in Flensburg). Ihr Vater war der Rendsburger Garnisonsdirektor Friedrich Dahl (1856–1946). Das Ehepaar Schriewer hatte zwei Töchter und einen Sohn.